# Flamanski dijamant
Flamanski ili Flandrijski dijamant (niz. Vlaamse Ruit) je naziv za područje u središnjem dijelu belgijske pokrajine Flandrije koje obuhvaća četiri aglomeracije u obliku zamišljena dijamanta: Bruxelles, Gent, Antwerpen i Leuven. Preko pet milijuna ljudi živi na ovom području, s gustoćom naseljenosti od oko 820 po kvadratnom kilometru 2002. godine.[nedostaje izvor]

## Povijest
Flandrijski dijamant koncept je područne vlade koji službeno nisu priznale belgijske središnje, s obzirom na to da tvori policentričnu konurbaciju u Belgiji koja prelazi pokrajinske granice i uključuje Bruxelles. Ostala glavna belgijska gradska područja koja su u relativnoj blizini glavnog grada (približno 50 km oko Bruxellesa) isključiva su nadležnost područnih vlasti. Te autonomne vlasti mogu odlučiti uključiti ili isključiti Bruxelles u suodlučivanju po svojoj volji. Kao takva, autonomna flamanska vlada razvila je ovaj zemljopisni i društveno-gospodarski koncept tijekom devedesetih god. XX. st.. Frankofonski pandan je Valonski trokut, koji se sastoji od Bruxellesa i tri valonska metropolitanska područja: Monsa, Charleroia i Namura.